# Krottenturm

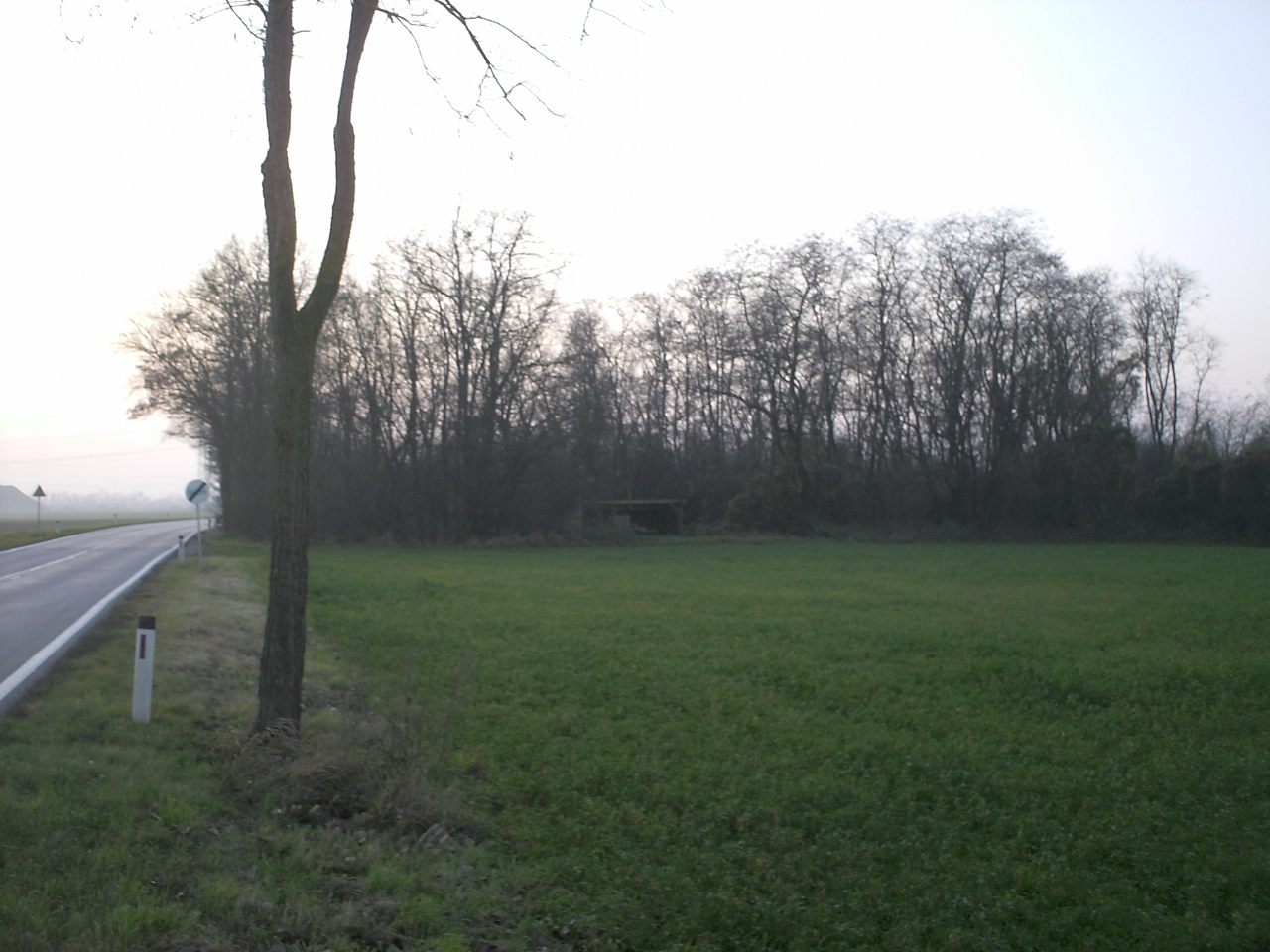
Das Waldstück Weingartl oder Remise, rechts der Bundesstraße 226, bedeckt heute zur Gänze das ehemalige Areal der Wehranlage, Blick aus Nordost

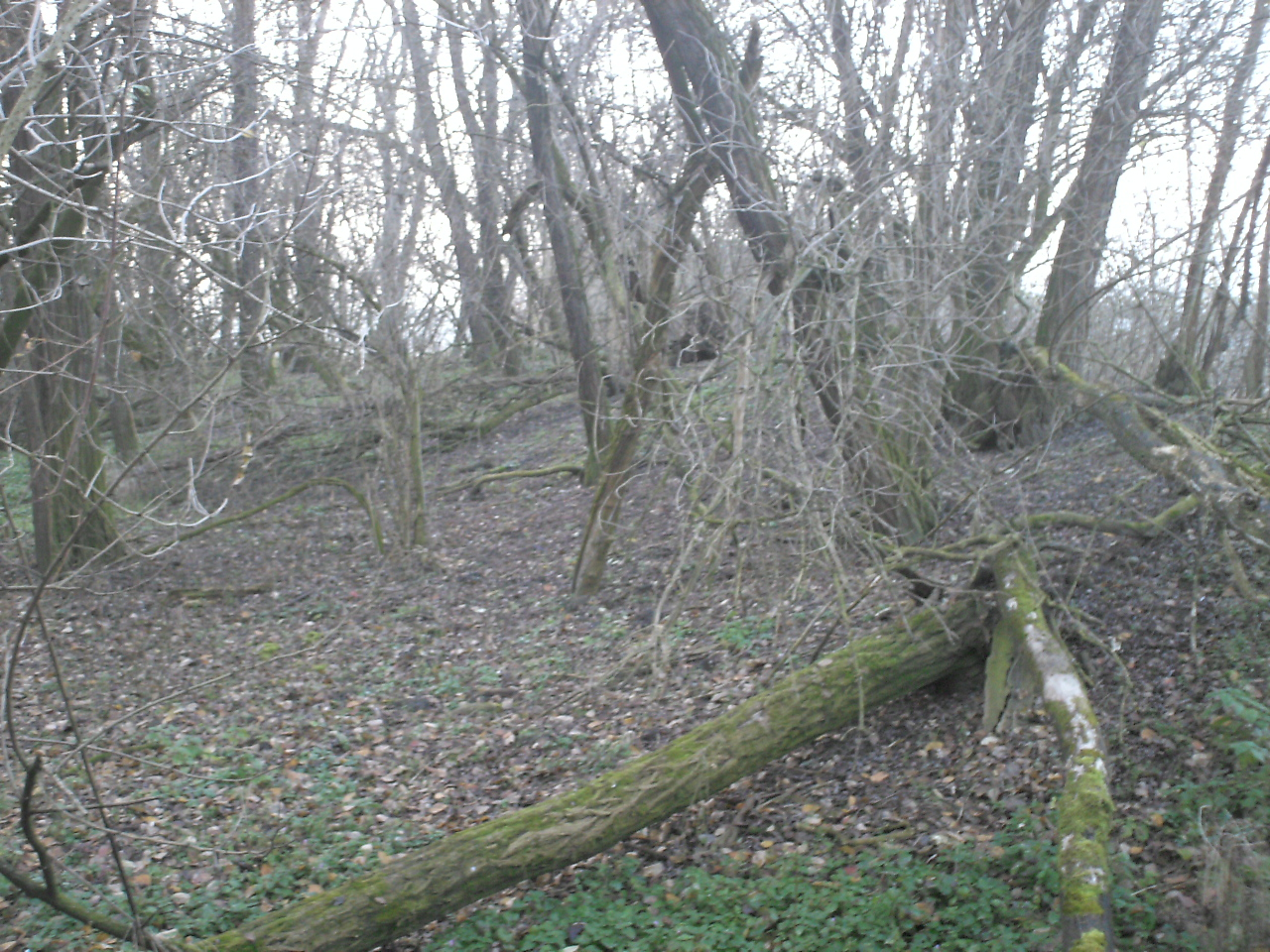
Reste des äußeren Nordwalles

Der Krottenturm war eine mittelalterliche Befestigungsanlage bei Zwentendorf (Bezirk Tulln/Niederösterreich). Sie wurde über den Resten eines römischen Limeskastells erbaut und war vom 11. bis ins 13. Jahrhundert bewohnt. Hierzu wurde der Fächterturm an der ehemaligen Südostecke des römischen Hilfstruppenlagers im Hochmittelalter wiederverwendet. 
Die aus Erdwerken, Graben, Palisaden und einem spätrömischen Fächerturm bestehende Befestigung befand sich ca. 1 km westlich des Ortskerns von Zwentendorf in einem Waldstück namens „Weingartl“ (oder Remise), direkt neben der Bundesstraße 226. Heute sind nur mehr Reste des stark zugewachsenen Innengrabens, der das flache, nur wenig erhöhte Kernwerk umgab, zu sehen. Im Süden wird die Anlage durch die Trasse der Bundesstraße abgeschnitten, hier sind – wie auch an der West- und Ostseite – Wall und Graben völlig verschwunden. Nur im Norden sind sie noch teilweise erhalten geblieben.

## Geschichte
Das Areal wurde zunächst vom 10. bis ins 11. Jahrhundert als Friedhof genutzt. Die nachfolgend über dem Gräberfeld errichtete Festung war vermutlich der Sitz der Herren von Krottendorf. Für die Wahl dieses Platzes ausschlaggebend dürfte seine Lage nahe dem Donauufer und der wohl noch weitgehend erhaltene SO-Fächerturm des spätrömischen Kastells gewesen sein. Die früheste urkundliche Nennung findet sich um 1233 als der Propst von St. Georgen-Herzogenburg, Heinrich, die einen Gütertausch mit Dietmar von Gutenbrunn zum Inhalt hatte. Als Zeuge dieser Vereinbarung wird Rudolf von Krottendorf angeführt. Eine weitere, aus dem Jahr 1258 stammende, Urkunde des Stiftes Klosterneuburg erwähnt einen gewissen Otto von Chrotendorf, eine spätere von 1474 aus Herzogenburg enthält die Bemerkung:
„…behauste gueter und Vberlendt zu kchrottendorf.“
Nach Auswertung der Keramikfunde war die Befestigung ohne Unterbrechungen oder größere Umbauten bis zum Ende des 13. Jahrhunderts belegt. Der Turm selbst wurde bei einer Söldnerfehde um 1471 schwer beschädigt und stürzte teilweise ein. Die zur Burg zugehörige Ortschaft Krottendorf bestand nach der Gründung von Zwentendorf noch bis in das ausgehende 15. Jahrhundert. Nach einer Notiz im Archiv des Stiftes Herzogenburg von 1599, wurde er im Laufe des 16. Jahrhunderts zwecks Gewinnung von Baumaterial fast vollständig abgetragen. Es wurden dabei starke Mauern eines ehemaligen Schlössels ausgebrochen und noch Ruinen von 12 Häusern, wohl die des Krottendorfes, gesichtet. Das Erdwerk verfiel und verkam zur Seuchendeponie bzw. Schindanger.
Ab 1895 machte der Dorflehrer Anton Zündel immer wieder auf prähistorische Funde beim „Krothenturm“ oder „Krothenau“ aufmerksam. Auch auf der „Schweickhartischen Karte“ von 1831 ist u. a. westlich von Zwentendorf ein Gebäude eingezeichnet, welches vermutlich mit dieser Anlage in Zusammenhang gestanden hat. Im „Franziszeischen Kataster“ (1817–1861) ist auf dem Blatt für Zwentendorf die Parzelle 729 als „Grottenthurm Braiten“ angegeben. Auf der Donaukarte (1816/17) des Christian de Lorenzo ist ebenfalls eine „Ruine von Krottenburg“ dargestellt. Später befasste sich auch der Urvater der österreichischen Hausberg- und Mottenforschung, Hans P. Schad’n, mit dieser Anlage.
Nach Zündels Beschreibung war der Erdwall zum damaligen Zeitpunkt noch etwa 2 m hoch und an den Grundflächen 4–5 m breit. Mitte des 19. Jahrhunderts wurde von der Gutsverwaltung (Graf Althan) versucht, das Areal als Weingarten nutzbar zu machen. Im Kernwerk sollen bis zu dieser Zeit auch noch die Reste des römischen Fächerturmes, ein über die Ackerflächen hinausragender runder Turm und geradlinig verlaufende Mauern, sichtbar gewesen sein. Diese wurden aber 12 Jahre vor Zündels Bericht vom Verwalter der Herrschaft Zwentendorf gesprengt, danach die Fundamente nach angeblich hier vorhandenen Schätzen durchwühlt. 1953 bis 1962 unternahm dann das Österreichische Archäologische Institut erstmals wissenschaftliche Grabungen, bei denen die mittelalterliche Befestigung, ein Gräberfeld aus dem 10./11. Jahrhundert und das mehrphasige römische Kastell aufgedeckt wurden. Die Keramikscherben aus der Grabensohle, werden von Erik Szameit in das 11. bis 13. Jahrhundert datiert.

## Befestigungen
Als in der zweiten Hälfte des 11. Jahrhunderts das Weingartl wieder befestigt wurde, wurde die damals offenbar noch gut erhaltene Südostecke des ehemaligen römischen Lagers mit ihrem massiven Fächerturm in das Erdbefestigungswerk (Motte) miteinbezogen. Der Steinturm stand dabei aber nicht zentral im Kernwerk, sondern nahm eine Randlage ein. Es handelt sich hier also um eine nachträgliche sogenannte „Einmottung“ einer spätrömischen Wehranlage. Die kleinräumige Turmburg verfügte wohl nur noch über ein multifunktionales Gebäude und bot wohl keinen Platz für weitere Wohn- und Wirtschaftsbauten innerhalb des Walls.
Rund um den Turm wurde ein tiefer, ovaler Sohlgraben ausgehoben und mit dessen Aushubmaterial (Erde und Lehm) ein Außenwall aufgeschüttet. Dieser wurde an einigen Stellen mit Holzeinlagen verstärkt und auf der Wallkrone mit Palisaden befestigt. Im Norden lag der Wall direkt am damaligen Uferabbruch eines Donauarmes. In diesem Bereich lag auch der Eingang zur Burg, der durch ein Wachhaus gesichert war. Der Innengraben zum Burgkern konnte hier auf einer Holzbrücke überquert werden, die wiederum durch einen Palisadenring geschützt war. Der äußere Erdwall maß ca. 75 m im Durchmesser, das NW-SO orientierte Kernwerk 50 × 30 m. Der ebenfalls als flacher Sohlgraben angelegte Innengraben war 8–10 m breit und 2,5 m tief.